# Rodong Sinmun
Rodong Sinmun (em coreano: 로동신문; hanja: 勞動新聞; literalmente Jornal dos Trabalhadores) é um jornal norte-coreano que serve como jornal oficial do Comitê Central do Partido dos Trabalhadores da Coreia. Foi publicado pela primeira vez em 1 de novembro de 1945 como Chǒngro (hangul: 정로; hanja: 正路; "caminho correto"), servindo como um canal de comunicação para o Bureau do Partido Comunista da Coreia.
Foi renomeado em setembro de 1946 para o seu nome atual no desenvolvimento constante do Partido dos Trabalhadores da Coreia. Citado frequentemente pela Agência Central de Notícias da Coreia (KCNA) e pela mídia internacional, é considerado uma fonte de pontos de vista oficiais norte-coreanos em muitos assuntos. A versão em inglês do Rodong Sinmun foi lançada em janeiro de 2012. O editor-chefe é Kim Pyong-ho.

## Conteúdo
O Rodong Sinmun é publicado todos os dias do ano e geralmente contém seis páginas.
Após a purgação e execução de Jang Song-thaek, Rodong Sinmun excluiu cerca de 20.000 artigos de seus arquivos da web, enquanto outros foram editados para omitir seu nome. O conteúdo do Rodong Sinmun pode ser acessado pela rede Wi-Fi pública "Mirae" na Coreia do Norte ou pela sua página web